# Lösung (Mathematik)
Als Lösung bezeichnet man in der Mathematik ein mathematisches Objekt, zum Beispiel eine Zahl oder eine Funktion, das den Vorgaben eines wohldefinierten mathematischen Problems genügt. Betrachtet man eine Aufgabe als Menge formalisierter Aussagen, zum Beispiel von Gleichungen oder Ungleichungen, die freie Variablen enthalten, so ist eine Lösung eine Belegung der Variablen durch Elemente aus einem wohldefinierten Definitionsbereich, die alle Aussagen zugleich erfüllt: Ersetzt man die freien Vorkommnisse der Variablen durch die in der Belegung zugewiesenen Werte, so müssen alle diese Aussagen zugleich wahr sein. Die Menge aller solcher Belegungen ist die Lösungsmenge der Aufgabe.
Allgemeiner spricht man nicht nur bei Gleichungen, sondern auch bei beliebigen mathematischen Problemen von der „Lösung“ des Problems. Eine solche Lösung kann also beispielsweise eine Konstruktion oder ein Beweis sein.
Andererseits wird in der metamathematischen Literatur häufig ein Antagonismus zwischen „Problemlösern“ (z. B. Paul Erdős) und „Theorieerbauern“ (z. B. Alexander Grothendieck) thematisiert.
Die systematische Untersuchung von Problemlösestrategien bezeichnet man als Heuristik, insbesondere der ungarische Mathematiker George Pólya hat auf diesem Gebiet umfangreiche Beiträge geleistet. Ein Standardwerk ist sein Buch Schule des Denkens.

## Spezielle Lösungen
Je nach Art des Problems haben Lösungen oft spezielle Namen:
- Nullstelle: Lösung einer Gleichung der Form {\displaystyle f(x)=0}. Im Fall von Polynomen spricht man auch von „Wurzeln“ der Gleichung.
- Fixpunkt: Lösung einer Gleichung der Form {\displaystyle f(x)=x}.
- optimale Lösung, insbesondere als extremale Lösung: Lösung einer Gleichung unter Nebenbedingungen der Form  {\displaystyle f(x)=\max\{f(t)\}} oder {\displaystyle f(x)=\min\{f(t)\}}.

## Beispiele
- Die Gleichung {\displaystyle x^{3}-1=0} hat in den reellen Zahlen die Lösung {\displaystyle x=1}, in den komplexen Zahlen die Lösungsmenge {\displaystyle \left\{1,-{\tfrac {1}{2}}+i{\tfrac {\sqrt {3}}{2}},-{\tfrac {1}{2}}-i{\tfrac {\sqrt {3}}{2}}\right\}}, im endlichen Körper {\displaystyle GF(2)} die Lösung {\displaystyle x=1}.
- Die Differentialgleichung {\displaystyle f'(x)=f(x)} hat (in den differenzierbaren Funktionen {\displaystyle f\colon \mathbb {R} \to \mathbb {R} }) die Lösungsmenge {\displaystyle \left\{ce^{x}\colon c\in \mathbb {R} \right\}}.
- Das Optimierungsproblem {\displaystyle \left\{x+y=1,f(x,y)=xy=\max !\right\}} hat die Lösung {\displaystyle f(x,y)={\tfrac {1}{4}}} für {\displaystyle x=y={\tfrac {1}{2}}}.